# Santa Maria la Fossa
Santa Maria la Fossa ist eine italienische Gemeinde (comune) mit 2540 Einwohnern (Stand 31. Dezember 2023) in der Provinz Caserta in Kampanien. Die Gemeinde liegt etwa sieben Kilometer westlich von Caserta und grenzt unmittelbar an die Provinz Benevento. Der Volturno bildet die nördliche Gemeindegrenze.

## Persönlichkeiten
- Attilio Lombardo (* 1966), Fußballspieler und -trainer

## Verkehr
Durch die Gemeinde führt die frühere Strada Statale 264 del Basso Volturno (heute eine Provinzstraße) von Castel Volturno nach Piana di Monte Verna.